# Labrosyne
Labrosyne is een geslacht van halfvleugeligen uit de familie Machaerotidae. De wetenschappelijke naam van dit geslacht is voor het eerst geldig gepubliceerd in 1963 door Maa.

## Soorten
Het geslacht Labrosyne  is monotypisch en omvat slechts de volgende soort:
- Labrosyne longipes Maa, 1963